# مارك تيلان
مارك تيلان مواليد 12 يناير 1976 في الفلبين، هو لاعب كرة سلة فلبيني معتزل. بدأ مسيرته الاحترافية في سنة 1999. لعب في الرابطة الفلبينية لكرة السلة. اعتزل اللعب في 2011.

## المسيرة الاحترافية
لعب مع تي إن تي كاتروبا من سنة 2002 إلى 2006، ثم لعب مع باراكو بول إنرجي في موسم 2006–2007، ثم لعب مع باوريد تايغرز من سنة 2007 إلى 2009، ثم لعب مع تي إن تي كاتروبا في موسم 2010–2011.